# Erkély

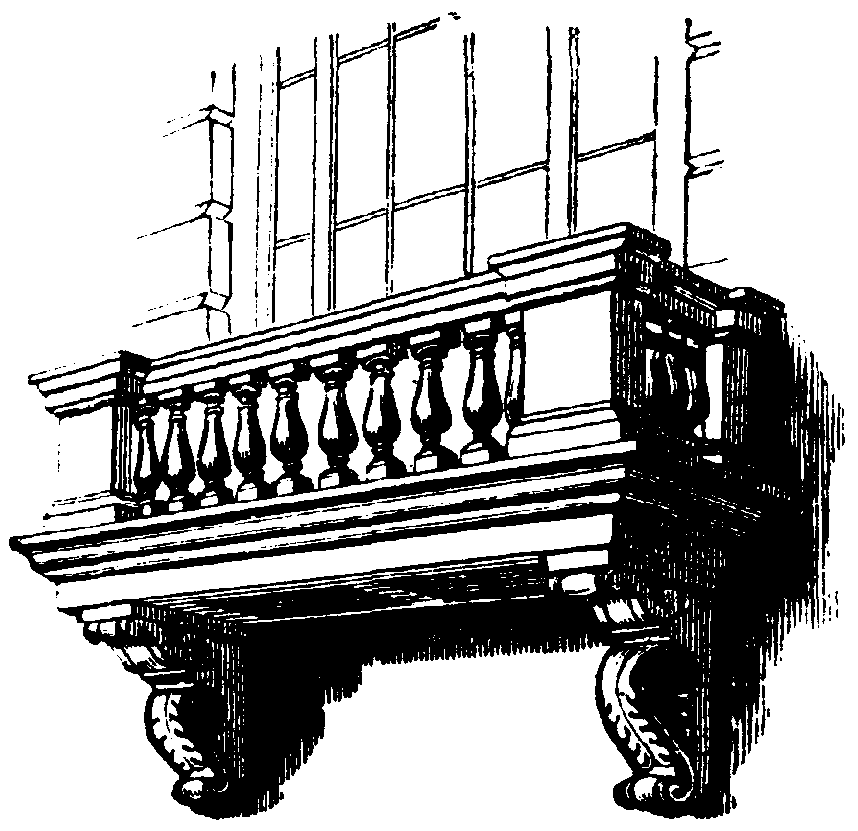
Balusztrádos erkély rajza

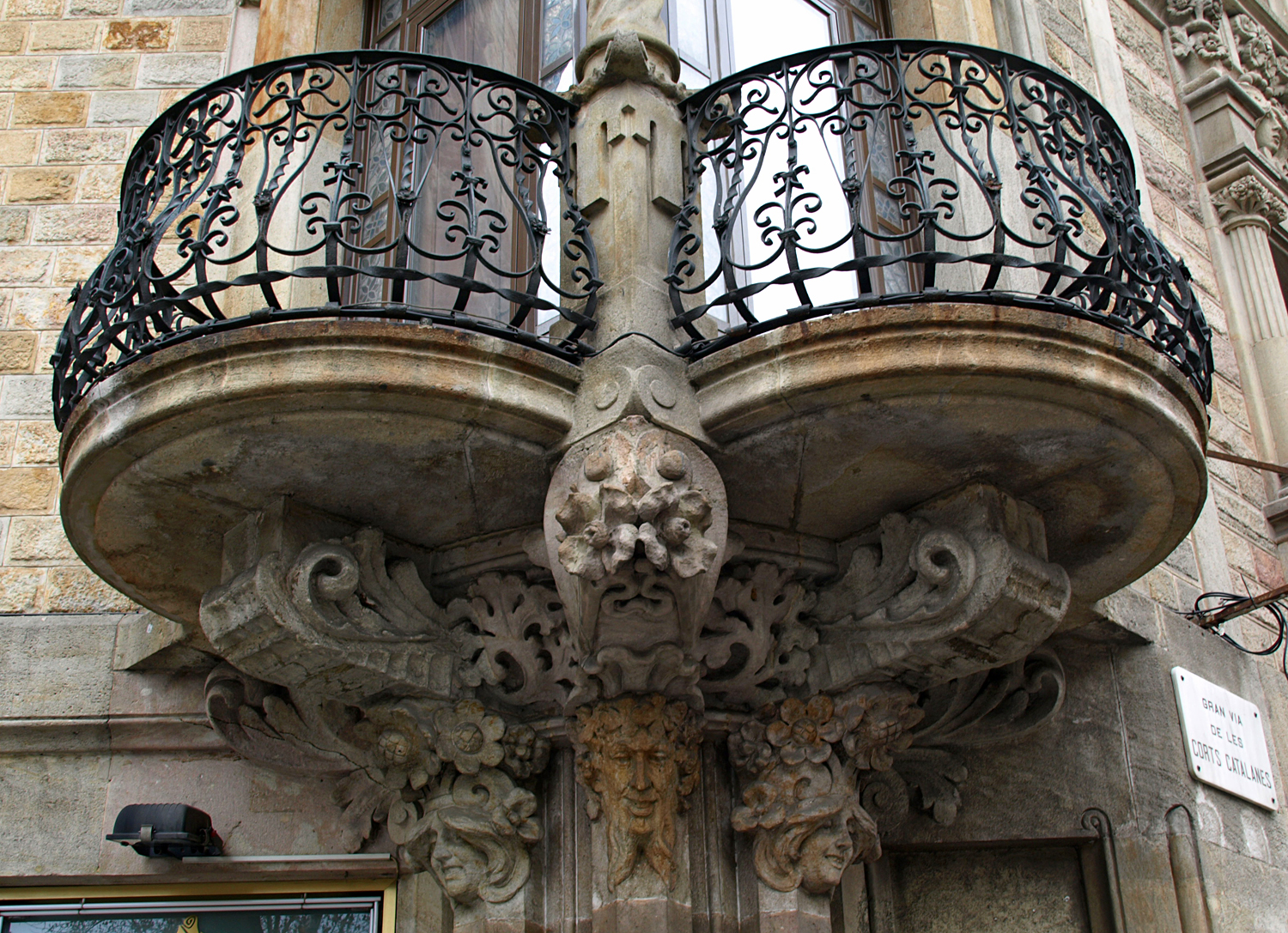
Kovácsoltvas korláttal felszerelt erkély

Erkély kétféle van: nyitott erkély, melyet franciás elnevezéssel leginkább balkonnak neveznek és csukott erkély, melyre röviden csak az erkély elnevezést használjuk. 

## Fajtái
A nyitott erkély vagy balkon az épület homlokzatán kiugró kő-, vas-, vagy falemez, melyre a szobákból egy-vagy több ajtón át (az erkélyajtón) kilépni és rajta a szabadon tartózkodni lehet. Szintén kő-, vas-, vagy fabalusztráddal van ellátva és a lemezt oszlopok, gyámkövek vagy kariatidok tartják. A rövidebb, 1-3 ablak előtt fekvő nyitott erkélyekkel a rizalitokat ékesítjük, vannak azonban az egész homlokzat hosszában végigfutó nyitott erkélyek is; ez utóbbiakat különösen Franciaországban szeretik alkalmazni. Fából való nyitott erkélyeket a 19. században csak villaszerű építkezéseknél terveztek. A kőből készült nyitott erkélyek balusztrádjai az épület stílusához alkalmazkodnak, ha pedig a nyitott erkélyek bronz- vagy vasrácsozatű mellvéddel bírnak, úgy e rácsot többé-kevésbé díszesen képezik ki, sokszor részben aranyozzák.
A szorosabb értelemben vett erkély, vagyis csukott erkély, az épület homlokzatán egy vagy több emelet magasságában végignyúlva ugrik ki, és ritkán szélesebb 1-2 ablakköznél. Elöl és néha oldalvást is ablakai vannak.
A csukott erkélyt tarthatják egy vagy két, a falból kiugró vagy egészen szabadon álló oszlop, gyámkövek, kariatidok vagy párkánytagozatok. Az oszlopon nyugvó gömbölyű (angolul bow-window) vagy több szögletű csukott erkélyek inkább a csúcsíves stílusban (lásd egészen szép példáját ennek a vajdahunyadi várban és a prágai Carolinum erkélyében) és a korai német reneszánszban voltak használatosak, mig a kései reneszánsz és a modern építészet inkább gyámkövekkel tartja azokat. Az erkélyt gyakran az épület sarkára is teszik, mely esetben az fölül legtöbbnyire toronyalakot kap.
A csukott erkélyek használata a keletről jött hozzánk és Európában különösen a középkori gazdag német városok, mint pl. Nürnberg, Augsburg stb., hazánkban pedig a szepességi városok alkalmazták előszeretettel. Az újabb német reneszánsz-homlokzatoknak is majdnem elkerülhetetlen kelléke az erkély. Színházakban néha az első emeletsor közepe erősen kiugrik a földszint fölé; ez esetben a kiugrást is erkélynek nevezik és ülőhelyeit erkély-székeknek.